# Amr ibn Kulszúm
Amr ibn Kulszúm (meghalt 600 k.) a dzsáhilijja korának egyik neves arab költője, anyai ágon Muhalhil unokája volt.
A Taglib törzs sarja volt, és részt vett a Bakr törzs elleni poétai küzdelemben a Baszúsz-háború során. A háborúskodás lezárását követően az Amr ibn Hind lahmida király hírai udvarában tartott tárgyalásokon is részt vett törzse képviseletében; vitapartnere szintén jeles költő, Hárisz ibn Hilliza volt. Rendkívüli módon kedvelte a bort, állítólag az ital túlzott fogyasztása következtében hunyt el.
Versei részben a dicsekvő költészet kiemelkedő darabjai, részben bordalok. Dicsőítő költeményére példa az a költemény, melynek két kezdősora Jékely Zoltán fordításában így szól (Dicsőítő ének címmel):
„Maʿad, büszke törzs, tudta, mit jelent, ha 

a völgy kies lankáján felverjük a sátrat.”
A leghíresebb versének kezdősorai az arabista Goldziher Ignác nyersfordításában így hangzanak:
„Nosza, ébredj serlegeddel, és nyújtsd nekünk a reggeli italt 

s ne kíméld az andar(ín)i bort.”
Jékelynél ugyanez (Borivóknak való címen):
„Serkenj, leány, s a reggeli italt hozd 

Hallod, ne kíméld Andarín borát!”
A költeményt beválogatták a 8. századi Muallakátba, azaz a hét legjobb kaszída egyikének tekintették.